# La Maison de l'Étrange
Pour plus de détails, voir Fiche technique et Distribution.
La Maison de l'Étrange (Inhabited) est un film d'horreur américain réalisé par Kelly Sandefur, sorti directement en vidéo en 2003.

## Synopsis
La famille Russel vient d’emménager. La petite Gina est attirée par une maison de poupée dans laquelle elle ne cesse de se rendre. Elle explique à ses parents qu'elle y rencontre ses amis les lutins. Inquiets, les parents finissent par consulter un psychologue, le Dr Werner (Malcolm McDowell) qui commence une thérapie. Parallèlement, un mystérieux personnage s'impose afin d'effectuer des réparations dans la maison et finit par essayer de mettre en garde les Russel contre la malédiction de cette propriété. Des événements de plus en plus graves et étranges se produisent ensuite et la famille Russel prend conscience que les lutins sont bel et bien réels.

## Fiche technique
- Titre original : Inhabited
- Titre français : La Maison de l'étrange
- Réalisation : Kelly Sandefur
- Scénario : Rick Drew
- Musique : Tim Jones
- Photographie : Charles Gruet
- Effets spéciaux : Matt Kutcher
- Pays :  États-Unis
- Genre : Horreur
- Durée : 95 minutes
- Date de sortie : 19 août 2003 (directement en vidéo)

## Distribution
- Megan Gallagher : Meg Russell
- Eric Lutes : Brad Russell
- Sofia Vassilieva : Gina Russell
- Greg Cipes : Tyler Russell
- Malcolm McDowell (VF : Patrick Poivey) : Dr. Werner
- James Otis : Mr. Stevenson
- Peter Looney : Iver Hagen
- Patty McCormack : Olivia Hagen